# داستان نورنا-گست

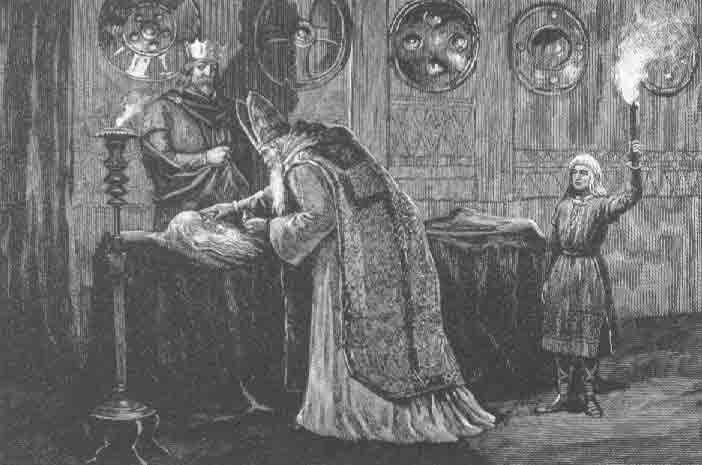
مرگ نورناگست گونار ویدار فورسل

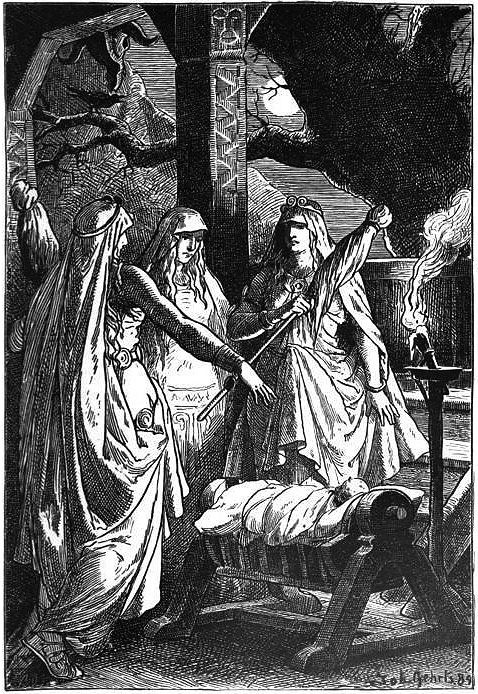
نورنن بمیر یوهانس گرتس (۱۸۸۹)

Nornagests þáttr یا داستان نورنا-گست حماسه افسانه ای است در مورد قهرمان نورس نورناگستر، که بعضاً اوقات Gestr نیز نامیده می‌شود و در اینجا از آن به عنوان Norna-Gest یاد شده‌است.

## خلاصه
نورنا گست پسر مردی دانمارکی به اسم Thord Thingbiter است که زمانی در زمین‌های گرونینگ در دانمارک می‌زیست. وقتی او چشم به جهان گشود، سه نورن (نیمه الهگان، یا فرشتگان سرنوشت) از راه رسیدند و سرنوشت کودک را پیشگویی کردند. دو نفر از آنها هدایای گرانبهایی به کودک (نورناگست) دادند. با این حال، اسکالد، که در میان نورن‌ها جوان‌ترین آنها بود احساس می‌کرد که آن دو نفر دیگر (دو نورن دیگر) او را نسبتاً سبک می‌شمارند و این بود که مصمم شد وعده‌هایشان را مبنی بر خوش شانسی برای کودک عملی نه نماید؛ بنابراین او پیشگویی کرد که زندگی او بیشتر یا طولانی‌تر از عمر شمعی نیست که در کنار گهواره اش می‌سوزد. Urðr که در میان نورن‌ها بزرگ‌ترین آنها بود، فوراً شعله را خاموش کرد و از مادر نورناگست تقاضا نمود که آن را به خوبی پنهان کند.
وقتی نورنا گست بزرگ شد، به خوبی از آن شمع مراقبت نمود و گفته شده‌است که تقریباً ۳۰۰ سال عمر کرده‌است. او در جنگ سیگورد ولسونگ سهم فعالی گرفت و بیشتر عمر خود را با راگنر لودبروک پسر Björn Ironside، برادران خود، با Starkad، با پادشاه سوئد سیگورد Hring، با شاه اریک در اوپسالا،  با شاه هارالد یکم و با پادشاه هلودور در آلمان صرف کرد. 
بر مبنای افسانه، زمانی که شاه اولاف تریگواسون تلاش نمود مردم اسکاندیناوی را به دین مسیحیت دعوت کند، نورنا گست را به دربار خود آورد. در سومین سال فرمانروایی شاه اولاف، نورنا گست نزد شاه آمد و از او تقاضا نمود که اورا به عنوان محافظ بپذیرد. نورنا گست به‌طور غیر معمول قوی هیکل بود و قد بلندی داشت و در جریان سال‌ها نسبتاً آسیب دیده بود. نورنا گست بعد از قبول شدن درخواست اش توسط شاه اجازه داد تا به میل پادشاه غسل تعمید داده شود و شمعی را که نورن اسکولد دربارهٔ آن پیشگویی کرده بود روشن نمود. در مطابقت به پیشگویی نورن اسکولد، هنگامی که شمع به آخر رسید و سوختن آن تمام شد، نورنا گست نیز درگذشت.

## سایر مراجع
در اساطیر یونان داستان مشابهی به داستان نورناگست و شمع او وجود دارد دارد: داستان Meleager، داستانی شخصی که پیش‌بینی شده بود تا زمان سوختن کامل یک کنده چوب (یک کنده خاص) نیم سوز زنده خواهد بود. که این داستان در Ovid's Metamorphose گنجانیده شده‌است.
داستان نورنا گست در قایق یک میلیون ساله در مجموعه ای از داستانهای کوتاه دربارهٔ جاودانه‌ها، نوشته پول اندرسون، نویسنده داستان‌های علمی تخیلی.

## یادداشت
1. ↑  Eiríkr at Uppsölum is almost a default name for the Swedish king. It could refer to Erik Refilsson, Erik Björnsson, Erik Anundsson or Eric the Victorious.
2. ↑  Hlodver of Germany probably refers either to Louis the German or Louis II, Holy Roman Emperor.